# 下弗里斯科 (新墨西哥州)
下弗里斯科（英語：Lower Frisco）是位於美國新墨西哥州卡特倫縣的普查規定居民點。

## 人口
根據2020年美國人口普查的數據，下弗里斯科的面積為2.62平方千米，當中陸地面積為2.61平方千米，而水域面積為0.01平方千米。當地共有人口60人，而人口密度為每平方千米22.9人。